# RING ubiquitin ligáza
RING ubiquitin ligáza je třída ubiquitin ligáz (E3 enzymů), tedy enzymů katalyzujících ubikvitinaci substrátových proteinů. Je pro ně typická tzv. RING finger doména. Nejvýznamnější skupinou jsou cullin-RING ubiquitin ligázy (CRLs), které vznikají navázáním příslušných RING ubiquitin ligáz na „molekulární lešení“ cullinů. V komplexu CRL se vyjma RING finger proteinu (Rbx) a cullinu nachází ještě asociovaný E2 enzym a adaptorové proteiny, jež rekrutují substrátový receptor. Tento substrátový receptor váže substrát, jenž má být ubikvitinován.
Culliny mohou být neddylovány, tedy modifikovány navázáním proteinu NEDD8 (culliny jsou jediným známým cílem NEDD8 proteinu). Neddylace způsobuje aktivaci CRL komplexů, deneddylace (pomocí COP9 signalozomu) má opačný účinek. Inhibiční účinek na činnost cullin-RING komplexů má i vazebný protein CAND1 (cullin-associated NEDD8-dissociated protein 1).